# Phragmatobia fuliginosa
Phragmatobia fuliginosa je vrsta noćnog leptira (moljca) iz porodice Erebidae. Palearktičkog je rasprostranjenja, prisutna od severozapadne Afrike, širom Evrope do Istočne Azije.

## Stanište i biljka hraniteljka
Vrsta Phragmatobia fuliginosa nema specifičnih zahteva po pitanju staništa u kom se odvija razvoj, pa se sreće na otvorenim staništima poput livada, šumskih čistina, rubova šuma, poljoprivrednih zemljišta, urbanih i suburbanih staništa poput oboda gradova, parkova, bašti i slično. Opseg nadmorskih visina na kojima je vrsta prisutna je takođe širok, te se nalazi beleže od nizija do 2500m.n.v.. Gusenice, naročito one u kasnijim stupnjevima ili pred ulutkavanje se često sreću na stazama i putevima, gde se ubrzano kreću u potrazi sa novim skrovištem među vegetacijom ili adekvatnim mestom za ulutkavanje. Gusenice su izrazito polifagne, a kao hraniteljke se beleže neke od veoma prisutnih vrsta poput maslačka (Taraxacum officinale), koprive (Urtica dioica), mnoge vrste iz rodova Rubus i Plantago (bokvice), ali i gajenim biljkama poput graška (Pisum sativum) i kupusa (Brassica oleracea). U zavisnosti od flore geografskog područja, u literaturi su navedene brojne druge zeljaste, polužbunaste i žbunaste biljne vrste.

## Opis vrste[2]
Jaja su beličasta, transparentna i grupisana na listu biljke hraniteljke. Mlade gusenice su plavičasto sivog integumenta, crnih, širokih papiloznih osnova seta, uočljivo dlakave. Mediodorzalna linija je žute do narandžaste boje, a dve široke subdorzalne linije bele. Lateralno, među crnim papilama, uočljiva je i linija sačinjena od žutih okruglih polja. Kako se razvijaju, gusenice su sve dlakavije, te jarka mediodorzalna linija nije vidljiva iz svakog ugla i deluje isprekidano. Gusenica može promeniti generalno obojenje u svetlo smeđe, smeđe ili skoro crno. Glavena kapsula, pravi ekstremiteti i osnove lažnih nožica su crne. Adulti su relativno malih dimenzija, raspona krila do 35mm. Kao i drugi polifagi, imaju različite forme. Najučestalija je crvenkaste boje, blago translucentnih prednjih krila.  Glava i grudni deo su crvenkasto smeđi, a abdomen svetao i crven sa crnim poljima. 

## Biologija i ekologija vrste[4]
U zavisnosti od geografskog područja, Phragmatobia fuliginosa ima jednu (sever) do dve potpune generacije (umerenija klima) godišnje. Lete od aprila do juna, a druga generacija u avgustu i septembru. Noćni su letači i privlači ih svetlost. Stadijum koji prezimljiva je zrela gusenica, koja će se ulutkati u martu sa dolaskom toplijih dana. Uobičajeno da je da se gusenica ne hrani ponovo po izlasku iz hibernacije. Najučestaliji su susreti sa gusenicama druge generacije, koje su veoma brojne u jesenjim mesecima.